# Ambassade de Guinée au Koweït
L'ambassade de Guinée au Koweït est la principale représentation diplomatique de la république de Guinée au Koweït.

## Liste des ambassadeurs
Les ambassadeurs de Guinée au Koweït ont été successivement.
| N° | Nom et prénoms | Debut | Fin      |
| -- | -------------- | ----- | -------- |
| 01 | Mamady Traoré  |       | En cours |